# Адель Мара
Аделаїда Дельґадо (англ. Adelaida Delgado), відома як Адель Мара (англ. Adele Mara, 28 квітня 1923 — 7 травня 2010) — американська акторка, співачка і танцюристка.

## Життєпис
Народилася в штаті Мічиган в сім'ї іспанців. Професійно виступати почала в 15 років в якості співачки в оркестрі Хав'єра Куга. Разом з ним поїхала в Нью-Йорк, де її помітив агент з підбору талантів, і в 1942 році вона уклала контракт на зйомки в кіно. Перші її роки в Голлівуді ознаменувалися дрібними ролями другого плану у фільмах категорії B.
У середині 1940-х Адель Мара змінила імідж, ставши з'являтися на екрані в ролях сексуальних платинових блондинок, в таких фільмах як «Сутінки над Ріо Гранде» (1947), «Техаський Робін Гуд» (1947) і «Піски Іводзіми» (1949). На початку 1950-х її кінокар'єра пішла на спад, і вона перемістилася на телебачення, де з'являлася в різних телесеріалах до кінця 1970-х.
З 1952 року акторка була одружена з телевізійним сценаристом і продюсером Роєм Хаггінсом, від якого народила трьох дітей. Шлюб тривав до смерті чоловіка в 2002 році. 
Адель Мара померла у 2010 році в Каліфорнії у віці 87 років.

## Фільмографія
| Рік  |   | Українська назва       | Оригінальна назва          | Роль                        |
| ---- | - | ---------------------- | -------------------------- | --------------------------- |
| 1959 | ф | Великий цирк           | The Big Circus             | Марія «Мама» Коліно         |
| 1956 | ф | Повернутися з вічності | Back from Eternity         | стюардеса                   |
| 1956 | ф | Чорний батіг           | The Black Whip             | Руті Довсон                 |
| 1950 | ф | Месники                | The Avengers               | Марія Морено                |
| 1947 | ф | Сутінки у Ріо-Ґранде   | Twilight on the Rio Grande | Елен Дель Ріо               |
| 1947 | ф | Робін Гуд із Техасу    | Robin Hood of Texas        | Джулі                       |
| 1945 | ф | Мільйони Ґрісслі       | Grissly's Millions         | Марібель                    |
| 1944 | ф | Атлантік-Сіті          | Atlantic City              | барменка                    |
| 1943 | ф | Рудий з Мангеттену     | Redhead from Manhattan     | дівчина (немає у титрах)    |
| 1942 | ф | Блонді йде в коледж    | Blondie Goes to College    | Бабз Коннеллі               |
| 1941 | ф | Гонолулу Лу            | Honolulu Lu                | дебютантка (немає у титрах) |